# Cimarron
Cimarron — студийный альбом американской певицы Эммилу Харрис, выпущенный в 1981 году на рекорд-лейбле Warner Bros. Records. Пластинка достигла позиции № 6 в Top Country Albums и № 46 в Billboard Top LPs & Tape. Проект стал для певицы коммерчески и творчески удачным, но впервые не получил золотого статуса. Релиз традиционно содержал разноплановую подборку материала: от народных песен и репертуара Патти Пейдж до работ Брюса Спрингстина и Таунса Ван Зандта. Синглы «If I Needed You» и «Born to Run» поднялись до строчки № 3 в Hot Country Songs, а «Tennessee Rose» до № 9.

## Альбом
Как и его предшественник Evangeline, альбом преимущественно состоял из материала, оставшегося у Харрис от прошлых рекорд-сессий, что впрочем не сказалось на его качестве. Пластинка содержала обычный для певицы разноплановый микс из песен, отражавших её находки среди кантри-стандартов, поп- и рок-музыки, а также творчества авторов-песенников. Наиболее ярким представителем последнего направления на Cimarron была песня «If I Nedded You» Таунса Ван Зандта, записанная Харрис дуэтом с Доном Уильямсом. Наряду с «Born to Run» Пола Кеннерли и «Tennessee Rose» авторства Карен Брукс и Хэнка Девито, эта композиция стала главным хитом альбома. Популярный мейнстрим здесь представляла песня группы Poco «Rose of Cimarron». Увлечённость певицы в тот период работами Брюса Спрингстина отражала интерпретация его композиции «The Price You Pay». Помимо этого, новое прочтение в альбоме получили винтажный поп-шлягер из репертуара Патти Пейдж «Tennessee Waltz», современный кантри-хит «The Last Cheater’s Waltz», популяризованный ранее Ти Джи Шеппардом, и народная песня «Spanish Is a Loving Tongue».

## Релиз
Cimarron поднялся на строчку № 6 в Top Country Albums. Продержавшись в этом чарте девять месяцев, он тем не менее оказался первым альбомом в основной дискографии певицы, который по продажам не завоевал золотого статуса. Данный факт впрочем отражал не столько недостатки самой пластинки, сколько общий спал интереса аудитории к стилистическим кроссоверам в музыке кантри. В чарте Billboard Top LPs & Tape релиз достиг строчки № 46. В целом проект для Харрис оказался успешным как творчески, так и коммерчески, получив также номинацию на премию «Грэмми» за «Лучшее женское вокальное кантри-исполнение». Синглы «If I Nedded You» и «Born to Run» оба добрались до позиции № 3 в Hot Country Songs. Композиция «Tennessee Rose» поднялась там же до строчки № 9. Изначально Cimarron не выходил в США на компакт-диске вплоть до 2000 года, когда его перевыпустил нэшвиллский рекорд-лейбл Eminent Records (прежде CD-издание существовало только в Германии). Альбом был отреставрирован его оригинальным продюсером Брайаном Ахерном и включал бонус-трек «Colors of Your Heart» авторства Родни Кроуэлла. В 2013 году появилось ещё одно переиздание — от Warner Bros. Records в составе коллекции Original Album Series Vol.2 из пяти других релизов Харрис 1980-х годов, но на этот раз без дополнительной песни.

## Трек-лист
| №   | Название                                                                                  | Автор(ы)                                | Длительность |
| --- | ----------------------------------------------------------------------------------------- | --------------------------------------- | ------------ |
| 1.  | «Rose of Cimarron»                                                                        | Расти Янг                               | 4:21         |
| 2.  | «Spanish Is a Loving Tongue» (с Фэйсу Старлинг)                                           | народная; аранжировка Брайана Ахерна    | 3:20         |
| 3.  | «If I Needed You» (с Доном Уильямсом)                                                     | Таунс Ван Зандт                         | 3:37         |
| 4.  | «Another Lonesome Morning»                                                                | Клинтон Кодак Эдкок, Венди Спешл Тэтчер | 3:04         |
| 5.  | «The Last Cheater’s Waltz»                                                                | Сонни Трокмортон                        | 5:37         |
| 6.  | «Born to Run»                                                                             | Пол Кеннерли                            | 3:48         |
| 7.  | «The Price You Pay»                                                                       | Брюс Спрингстин                         | 4:39         |
| 8.  | «Son of a Rotten Gambler»                                                                 | Чип Тейлор                              | 4:15         |
| 9.  | «Tennessee Waltz»                                                                         | Редд Стюарт, Пи Ви Кинг                 | 2:30         |
| 10. | «Tennessee Rose»                                                                          | Карен Брукс, Хэнк Девито                | 5:34         |
| 11. | «Colors of Your Heart» (бонус-трек, только в CD-переиздании 2000 года от Eminent Records) | Родни Кроуэлл                           | 4:20         |

## Музыканты
- Брайан Ахерн — акустическая гитара, электрогитара, шестиструнный бас, Ernie Ball-бас, перкуссия
- Джо Аллен — электрический бас
- Майк Боуден — бас
- Тони Браун — фортепиано, электропианино
- Барри Бертон — акустическая гитара
- Джеймс Бёртон — электрогитара
- Чарльз Кокран — электропианино
- Дониван Коуарт — бэк-вокал
- Родни Кроуэлл — акустическая гитара
- Хэнк Девито[англ.] — педал-стил
- Стив Фишелл — акустическая гавайская гитара, перкуссия, педал-стил
- Уэйн Гудвин — фиддл, мандолина
- Эмори Горди — бас, электрический бас
- Глен Хардин — фортепиано, электропианино, оркестровки
- Эммилу Харрис — вокал, акустическая гитара, бэк-вокал
- Дон Джонсон — электропианино
- Пол Кеннерли[англ.] — акустическая гитара
- Дэвид Кирби — акустическая гитара
- Альберт Ли — мандолина
- Кенни Мэлоун[англ.] — ударные, конга
- Херб Педерсен — банджо, бэк-вокал
- Микки Рафаэль[англ.] — гармоника
- Фрэнк Рекард[англ.] — электрогитара, гитара с жильными струнами
- Рики Скэггс — банджо, фиддл, бэк-вокал
- Бадди Спичер[англ.] — альт
- Фэйсу Старлинг[англ.] — дуэт-вокал, бэк-вокал
- Бэрри Ташиян[англ.] — акустическая гитара, электрогитара, бэк-вокал
- Джон Уэйр[англ.] — ударные, перкуссия
- Шерил Уайт — бэк-вокал
- Шэрон Уайт — бэк-вокал
- Дон Уильямс — дуэт-вокал

## Техперсонал
- Брайан Ахерн — продюсер, звукоинженер
- Дониван Коуарт — звукоинженер
- Гарт Фундис[англ.] — продюсер (трек № 3)
- Стюарт Тейлор — звукоинженер
- Дон Уильямс — продюсер (трек № 3)

## Позиции в хит-парад
| Хит-парад (1982)                   | Высшая позиция |
| ---------------------------------- | -------------- |
| США (Billboard Top Country Albums) | 6              |
| США (Billboard Top LPs & Tape)     | 46             |